# Владимир Ваљаревић
Владимир Ваљаревић је концертни пијаниста.

## Биографија
Рођен је у Тузли 1973. године. Тамо је завршио основну и средњу музичку школу у класи проф. Планинке Јуришић-Атић. Још тада је био добитник многих републичких, савезних и међународних награда (Стреза и Марсала), снимао је за радио и телевизију, наступао на Оснивачком конгресу Епте Југославије у Ровињу 1988. године. Са шеснаест година је уписао клавир на Академији уметности у Новом Саду и Београду код проф. Арба Валдме, a 1993. је отишао у Њујорк на Mannes College of Music и тамо завршио студиј у класама познатих пијаниста и професора Владимира Фелтсмана и Павлине Доковске. Завршио jе докторат на Рутгерс Универзитету у класи америчке пијанисткиње Сузан Стар, добитнице сребрне медаље на Конкурсу Чајковски 1962. године. Усавршавао се у Женеви у класи Паскала Девојона као носилац Фулбрајтове стипендије.

## Каријера
Развио је богату концертну каријеру, наступа солистички, са оркестрима и као камерни музичар сарађује са афирмисаним уметницима. Редовни је учесник на фестивалима класичне музике широм САД. Критичари истичу његову изузетну музикалност и осећај за стил. За Labor Records је снимио ЦД са делима Фореа, Равела, Енеска и др.
Владимир Ваљаревић је професор клавира на Манес Колеџу и Рутгерс Универзитету.